# Microchaetina subnitens
Microchaetina subnitens är en tvåvingeart som först beskrevs av Henry J. Reinhard 1942.  Microchaetina subnitens ingår i släktet Microchaetina och familjen parasitflugor.
Artens utbredningsområde är Utah. Inga underarter finns listade i Catalogue of Life.